# Friedhof Saltoniškės

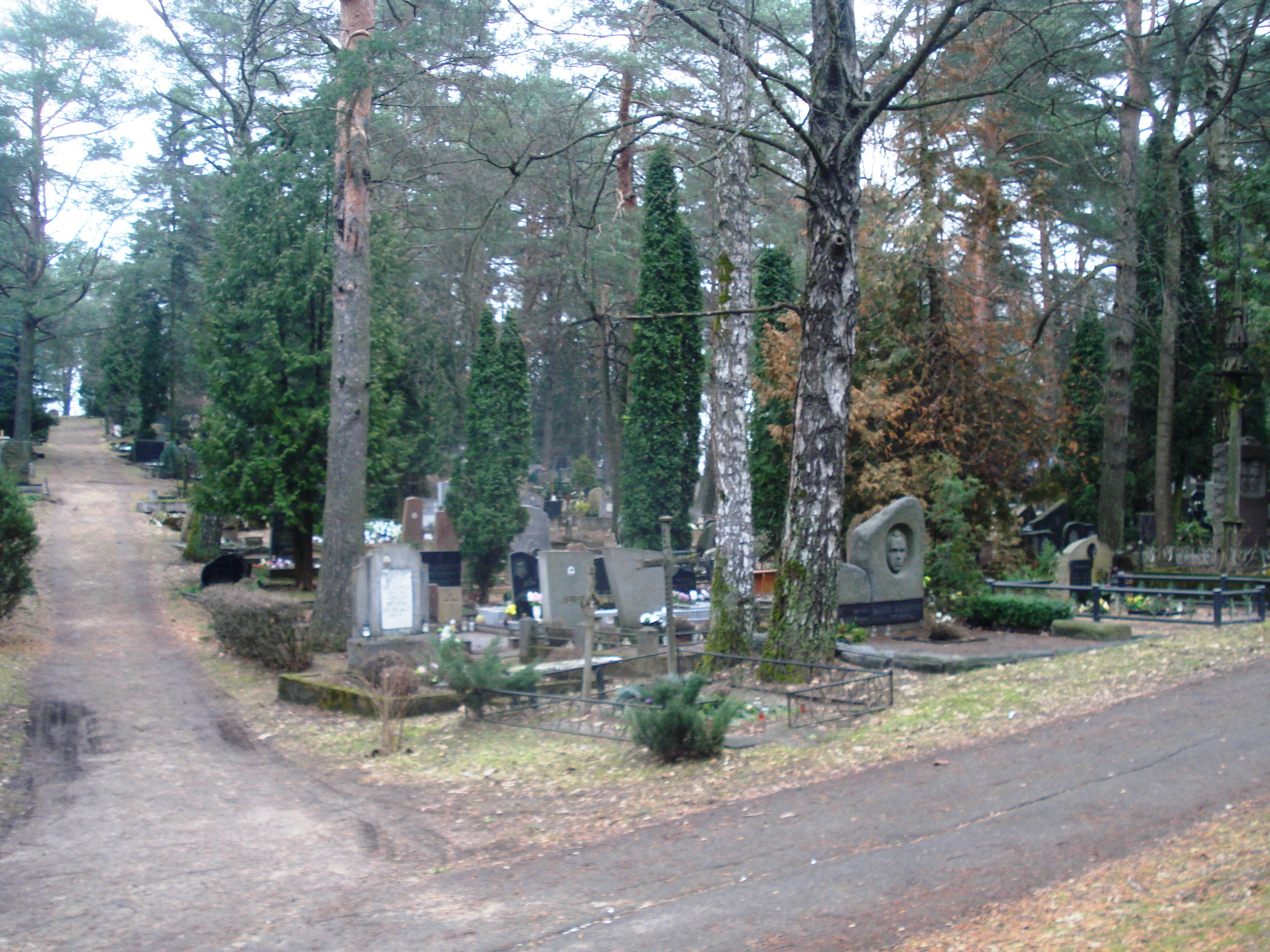
Friedhof Saltoniškės

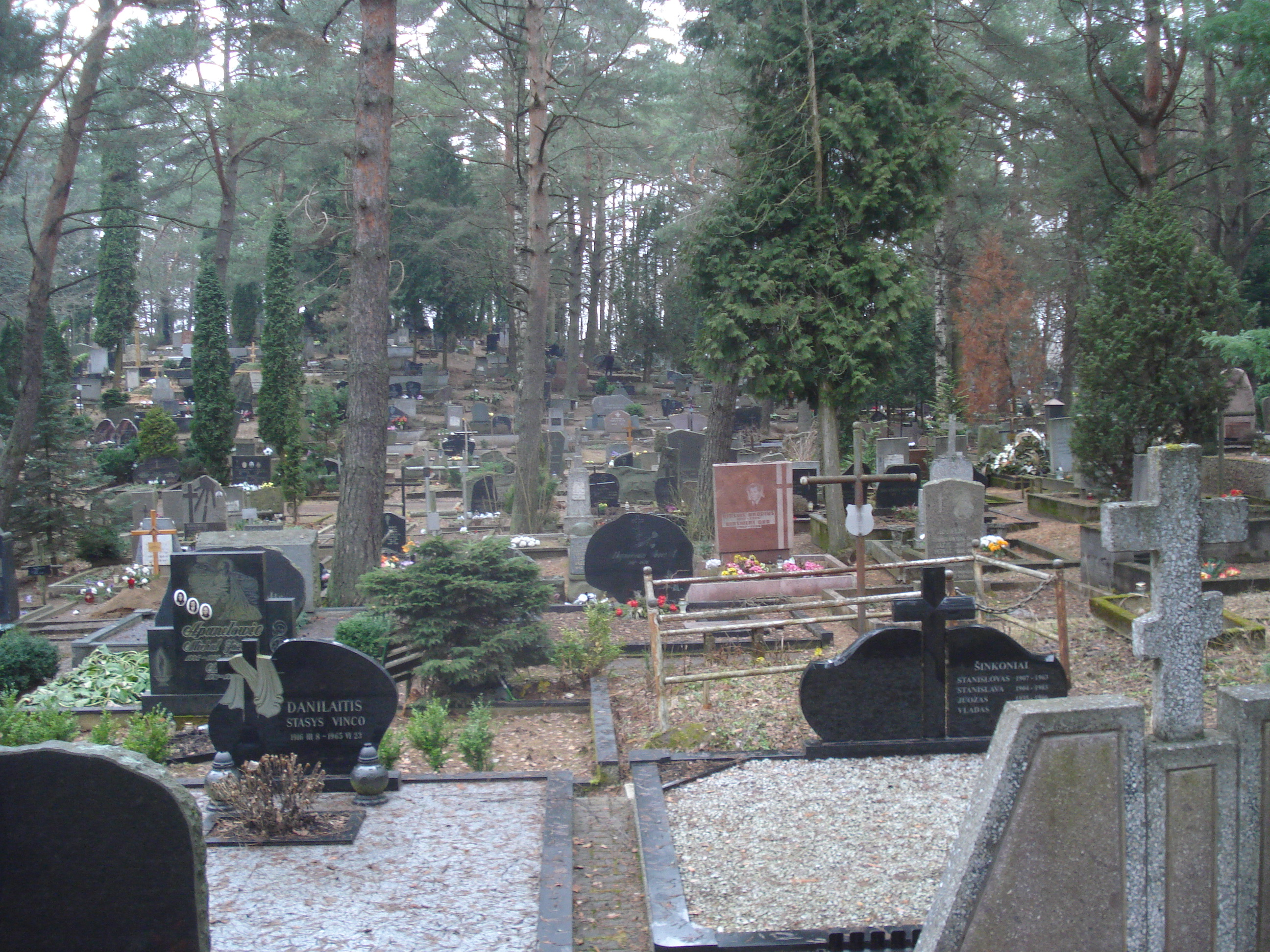
Friedhof Saltoniškės

Der Friedhof Saltoniškės (lit. Saltoniškių kapinės) ist ein Friedhof in der litauischen Hauptstadt Vilnius, im Stadtteil Saltoniškės und Šeškinė, an der Kreuzung von Ąžuolyno- und Ozo gatvė. 1962 wurde ein Teil der Grabdenkmäler aus dem Evangeliken-Friedhof dort abgebaut und hier wieder aufgebaut. Beim Bau der Mindaugas-Brücke wurden Überreste von jüdischen Gräbern hierher verlegt.

## Gräber
- Konstantinas Bogdanas (1926–2011), Bildhauer
- Julius Juzeliūnas (1916–2001), Komponist und Musikpädagoge